# Chester (Montana)
Pour les articles homonymes, voir Chester.
La ville de Chester est le siège du comté de Liberty, situé dans le Montana, aux États-Unis. Sa population s’élevait à 847 habitants lors du recensement de 2010.